# Айронтон (Огайо)
Айронтон (англ. Ironton) — місто (англ. city) в США, в окрузі Лоуренс штату Огайо. Населення — 10 571 особа (2020).

## Географія
Айронтон розташований за координатами 38°31′53″ пн. ш. 82°40′37″ зх. д. / 38.53139° пн. ш. 82.67694° зх. д. (38.531325, -82.677052).  За даними Бюро перепису населення США в 2010 році місто мало площу 11,54 км², з яких 10,78 км² — суходіл та 0,77 км² — водойми.

## Демографія
Згідно з переписом 2010 року, у місті мешкало 11 129 осіб у 4817 домогосподарствах у складі 2882 родин. Густота населення становила 964 особи/км².  Було 5382 помешкання (466/км²).
Расовий склад населення:
| - 92,6 % — білих - 4,7 % — чорних або афроамериканців - 0,3 % — азіатів - 0,2 % — корінних американців |

До двох чи більше рас належало 2,1 %. Частка іспаномовних становила 0,5 % від усіх жителів.
За віковим діапазоном населення розподілялося таким чином: 21,1 % — особи молодші 18 років, 59,7 % — особи у віці 18—64 років, 19,2 % — особи у віці 65 років та старші. Медіана віку мешканця становила 42,1 року. На 100 осіб жіночої статі у місті припадало 89,1 чоловіків;  на 100 жінок у віці від 18 років та старших — 85,1 чоловіків також старших 18 років.
Середній дохід на одне домашнє господарство  становив 46 440 доларів США (медіана — 33 488), а середній дохід на одну сім'ю — 56 926 доларів (медіана — 51 121). Медіана доходів становила 43 383 долари для чоловіків та 32 357 доларів для жінок. За межею бідності перебувало 20,0 % осіб, у тому числі 25,3 % дітей у віці до 18 років та 17,7 % осіб у віці 65 років та старших.
Цивільне працевлаштоване населення становило 4323 особи. Основні галузі зайнятості: освіта, охорона здоров'я та соціальна допомога — 33,6 %, роздрібна торгівля — 12,9 %, виробництво — 12,1 %.